# Michael Weston
Michael Weston (Nueva York, 25 de octubre de 1973) es un actor de televisión y cine estadounidense. Sus papeles más conocidos son el detective privado Lucas Douglas en House, Gordon Page en The Resident, el homicida adicto a la metanfetamina Jake en la serie de HBO Six Feet Under y Pvt. Bailarín en Scrubs. Personificó 
a Simón Marsden (Hollister), hermano de la detective Olivia Benson en la serie La Ley y el Orden: SVU.

## Biografía
Weston nació en la ciudad de Nueva York, es hijo de los actores Judi West y John Rubinstein, el nieto del pianista Arthur Rubinstein y el bisnieto del compositor y director polaco Emil Młynarski, quien era director fundador de la Orquesta Filarmónica de Varsovia y director principal de la Scottish Orquesta. Es licenciado en Teatro y Artes de la Universidad Northwestern. En 2000 cambió su apellido por el de "Weston", dado que ya había un "Michael Rubinstein" en el Gremio de Actores de Cine.
Lleva desde 2010 casado con la música Priscilla Ahn.

## Carrera actoral
Weston es un amigo cercano y antiguo compañero de piso del actor Zach Braff; han compartido la pantalla en diversas películas, como Getting to Know You (1999), Garden State (2004), The Last Kiss (2006) y Wish I Was Here (2014). Además, Weston hizo apariciones especiales en la serie de televisión de Braff llamada Scrubs. Weston también desempeñó el papel de Simon Marsden, el medio hermano de Olivia Benson, en el programa de televisión Law & Order: Special Victims Unit.
Weston tuvo un papel en la quinta temporada de la serie House M. D., interpretando a un investigador privado llamado Lucas Douglas, quien fue contratado por el Dr. Gregory House. Posteriormente, volvió a aparecer en la sexta temporada de la serie como pareja de la Dra. Lisa Cuddy. El creador de la serie, David Shore, tenía planes de desarrollar un spin-off con el personaje de Weston como protagonista en 2008, pero dicho proyecto nunca llegó a fase de producción.
En 2009, Weston tuvo un papel en la película de acción Gamer, protagonizada por Gerard Butler. Además, realizó una aparición especial en las series White Collar y Burn Notice. El personaje principal de Burn Notice, Michael Westen, tiene un nombre muy similar al suyo.
En 2012, Weston protagonizó una miniserie de televisión para A&E llamada Coma.
En 2016, apareció como Harry Houdini en Houdini & Doyle.

## Filmografía

### Películas
| Año  | Título                              | Rol                | Notas                              |
| ---- | ----------------------------------- | ------------------ | ---------------------------------- |
| 2000 | Coyote Ugly                         | Danny              |                                    |
| 2000 | Sally                               | Bugs               | Acreditado como Michael Rubinstein |
| 2000 | Lucky Numbers                       | Larry              |                                    |
| 2000 | Cherry Falls                        | Ben                |                                    |
| 2002 | Wishcraft                           | Brett Bumpers      |                                    |
| 2002 | Hart's War                          | Pfc. W. Roy Potts  |                                    |
| 2002 | Evil Alien Conquerors               | Kenny              |                                    |
| 2004 | Helter Skelter                      | Bobby Beausoleil   | Película para la televisión        |
| 2004 | Garden State                        | Kenny              |                                    |
| 2005 | The Dukes of Hazzard                | Deputy Enos Strate |                                    |
| 2006 | The Last Kiss                       | Izzy               |                                    |
| 2007 | Wedding Daze                        | Ted                |                                    |
| 2008 | Pathology                           | Dr. Gallo          |                                    |
| 2009 | State of Play                       | Hank               |                                    |
| 2009 | Crank: High Voltage                 | Paramedic          |                                    |
| 2009 | Gamer                               | The producer       |                                    |
| 2010 | Love, Wedding, Marriage             | Gerber             |                                    |
| 2011 | The Brooklyn Brothers Beat the Best | Jim                |                                    |
| 2012 | Liberal Arts                        | Miles              |                                    |
| 2013 | Expecting                           | Casey              |                                    |
| 2014 | Wish I Was Here                     | Jerry              |                                    |
| 2015 | See You in Valhalla                 | Don Burwood        |                                    |
| 2015 | Gravy                               | Anson              |                                    |
| 2017 | The Mad Whale                       | Tobias             |                                    |
| 2018 | Speed Kills                         | Shelly Katz        |                                    |
| 2020 | Adam                                | Ross               |                                    |

### Televisión
| Año              | Título                            | Rol                                | Notas |
| ---------------- | --------------------------------- | ---------------------------------- | --- |
| 1998             | Night Man                         |                                    | Episode: 1.17 "Chrome II" |
| 2003             | Frasier                           | Ice Sculptor                       | Episode: 10.14 "Daphne Does Dinner" |
| 2004             | Monk                              | Morris                             | Episode: 3.7 "Mr. Monk and the Employee of the Month" |
| 2004-2005        | Six Feet Under                    | Jake                               | Episodes: 4.5 "That's My Dog" 4.8 "Coming And Going" 4.12 "Untitled" 5.10 "All Alone" |
| 2006             | ER                                | Rafe Hendricks                     | Episodes: 12.22 "Twenty-One Guns" 13.1 "Bloodline" |
| 2006             | Saved                             | Tim Reston                         | Episode: 1.2 "The Lady & the Tiger" |
| 2007, 2014       | Psych                             | Counselor Adam Hornstock           | Episode: 1.12 "Cloudy...Chance of Murder" 8.3 "Remake A.K.A. Cloudy... With a Chance of Improvement" |
| 2007             | Scrubs                            | Private Brian Dancer               | Episodes: 6.7 "His Story IV" 6.9 "My Perspective" 6.10 "My Therapeutic Month" 6.12 "My Fishbowl" |
| 2007, 2012, 2019 | Law & Order: Special Victims Unit | Simon Marsden                      | Episodes: 8.13 "Loophole" 8.16 "Philadelphia" 8.19 "Florida" 8.22 "Screwed" 13.16 "Child’s Welfare" 21.6 "Murdered at a Bad Address"                                                                               |
| 2008-2010        | House M.D                         | Lucas Douglas                      | Episodes: 5.2 "Not Cancer" 5.3 "Adverse Events" 5.5 "Lucky Thirteen" 6.7 "Known Unknowns" 6.8 "Teamwork" 6.9 "Ignorance Is Bliss" 6.12 "Remorse" (cameo) 6.13 "Moving the Chains" 6.14 "5 to 9" 6.18 "Knight Fall" |
| 2009             | Crime Scene Investigation         | Ryan Morton; Tripp Linson; Carsten | Episode: 9.15 "Kill Me If You Can" |
| 2009             | NCIS: Los Angeles                 | LAPD Detective John Quinn          | Episode: 3.10 "The Debt" |
| 2009             | Supernatural                      | (young) Charlie                    | Episode: 4.12 "Criss Angel is a Douche Bag" |
| 2009             | Burn Notice                       | Spencer                            | Episode: 3.5 "Signals and Codes" |
| 2010             | The Good Guys                     | Carson                             | Episode: 1.17 "The Getaway" |
| 2011             | CSI: New York                     | Frank Waters                       | Episode: 8.9 "Means to an End" |
| 2012             | White Collar                      | David Cook                         | Episode: 4.3 "Diminishing Returns" |
| 2012             | Coma                              | Peter Arno                         | 4 hour TV movie Based on the 1977 novel by Robin Cook |
| 2013             | The Office                        | Roger                              | Episode: 9.16 "Moving On" |
| 2014             | Those Who Kill                    | Space Cowboy                       | Episodes: 1.8 "Insomnia" 1.9 "Untethered" 1.10 "Surrender" |
| 2015             | Elementary                        | Oscar                              | Episodes: 3.16 "For All You Know" 3.24 "A Controlled Descent" |
| 2016             | Houdini & Doyle                   | Harry Houdini                      | Season 1 |
| 2017             | Rosewood                          | Owen Panitch                       | Episode: 2.10 "Bacterium & the Brothers Panitch" |
| 2017             | Hawaii Five-0                     | Oliver Mathus                      | Episode: "Mohala I Ka Wai Ka Maka O Ka Pua" |
| 2018-2019        | The Resident                      | Gordon Page                        | Season 2 |
| 2019             | Into the Dark                     | Lonnie                             | Episode: "Treehouse" |
| 2020-presente    | Home Before Dark                  | Frank Briggs Jr.                   | Main Role |